# Squash bei den Olympischen Spielen
Squash wird bei den Olympischen Spielen erstmals 2028 in Los Angeles ausgetragen.

## Übersicht der Wettbewerbe
| Wettbewerb             | 1896–2024 | 28 | 32 | Gesamt |
| ---------------------- | --------- | -- | -- | ------ |
| Männer-Einzel          |           | •  |    | 1      |
| Frauen-Einzel          |           | •  |    | 1      |
| Anzahl der Wettbewerbe |           | 2  |    | 2      |

## Geschichte
Squash war trotz zahlreicher Versuche des Weltverbandes lange Zeit keine olympische Sportart. Neben den Sportarten Golf, Rugby, Karate und Inlineskaten stand Squash 2005 als neue olympische Sportart für die Spiele 2012 in London zur Auswahl. Kriterium zur Aufnahme einer neuen Sportart war zu der Zeit der Ausschluss einer bereits im Programm enthaltenen Sportart. Zunächst wurden Softball und Baseball aus dem Kalender gestrichen, während Squash und Karate in einer ersten Abstimmung die freien Plätze zugesprochen bekamen. In der Endabstimmung, in der die beiden Sportarten zum offiziellen Bestandteil des olympischen Programms gewählt werden sollten, fehlte jedoch die notwendige Zweidrittelmehrheit.
Auch 2009 verpasste Squash die Teilnahme bei den Olympischen Spielen 2016: Das Exekutiv-Komitee des IOC hatte auf seiner Sitzung vom 13. August 2009 in Berlin die Sportarten Golf und Rugby für die Endabstimmung nominiert. Beide wurden von der Vollversammlung der IOC bestätigt. Für die Olympischen Spiele 2020 startete der Weltverband eine erneute Kampagne. Auf der 125. IOC-Sitzung in Buenos Aires im September 2013 erhielt jedoch Ringen mit 49 Stimmen vor Baseball/Softball (24 Stimmen) und Squash (22 Stimmen) die höchste Stimmzahl und verblieb damit im olympischen Sportprogramm. Anlässlich der Olympischen Spiele 2024 in Paris schaffte es Squash nicht auf die sogenannte Short List. Am 13. Oktober 2023 bestätigten zunächst das Exekutiv-Komitee des IOC und dann auch am 16. Oktober 2023 die IOC-Vollversammlung unter anderem die Aufnahme von Squash ins Programm der Olympischen Spiele 2028 in Los Angeles.